# Michaela Schmidt (wioślarka)
Michaela Schmidt (ur. 20 września 1990 w Weißenfels) – niemiecka wioślarka.

## Osiągnięcia
- Mistrzostwa Świata Juniorów – Pekin 2007 – ósemka – 2. miejsce[1].
- Mistrzostwa Świata Juniorów – Linz 2008 – ósemka – 3. miejsce[1].
- Mistrzostwa Świata U-23 – Račice 2009 – dwójka bez sternika – 2. miejsce[1].
- Mistrzostwa Europy – Brześć 2009 – dwójka bez sternika – 6. miejsce[1].